# Puerphorus olbiadactylus
Puerphorus olbiadactylus is een vlinder uit de familie vedermotten (Pterophoridae). De wetenschappelijke naam is voor het eerst geldig gepubliceerd in 1859 door Millière.
De soort komt voor in Europa.